# کیپل، استرالیای غربی
کیپل (به انگلیسی: Capel) یک شهرک در استرالیا است که در استرالیای غربی واقع شده‌است.